# Templo del valle del Gila
El Templo del valle del Gila es uno de los templos construidos y operados por la Iglesia de Jesucristo de los Santos de los Últimos Días, el número 132 construido por la iglesia y el tercero de cuatro templos SUD construidos en el estado estadounidense de Arizona. El templo se encuentra en la comunidad de «Central», un área no incorporada de 404 habitantes (censo de 2000) entre las ciudades de Pima y Thatcher en el Condado de Graham. El templo recibe ese nombre por estar ubicado en un valle de la cuenca del río Gila. Antes de la construcción del templo en la comunidad de Central, los fieles de la región recorrían 275 kilómetros de camino hasta el templo de Mesa para participar de sus rituales religiosos.

## Construcción
Los planes para la construcción del templo en el valle del río Gila fueron anunciados el 26 de abril de 2008 conjuntamente con el anuncio del templo de Gilbert, también en Arizona. Ambos templos fueron los primeros anunciados por Thomas S. Monson como presidente de la iglesia SUD. El 21 de septiembre de ese mismo año, las autoridades SUD locales en Arizona anunciaron que el nuevo templo en el valle de Gila sería construido en un terreno propiedad de la iglesia adyacente a U.S. Route 70 en la comunidad de Central. El terreno era utilizado por dos campos de béisbol antes de su dedicación para el templo. La iglesia solicitó una excepción al reglamento de alturas en la localidad con el fin de acomodar el pináculo de 30 metros del templo, permiso que fue concedido por la municipalidad de Graham.
La ceremonia de la palada inicial tuvo lugar el 14 de febrero de 2009, presidida por autoridades generales del área, ante unos 500 fieles e invitados. La construcción concluyó el 22 de septiembre de 2009 con la colocación de la estatua del ángel Moroni sobre el pináculo del templo. Otros detalles, incluyendo los jardines, se completaron a comienzos de 2010.
El edificio fue construido de concreto armado, con un diseño moderno de un solo pináculo y consta de dos salones para las ordenanzas SUD y dos salones para sellamientos matrimoniales. El templo tiene un total de 1.724 metros cuadrados de construcción. Durante la dedicación del templo, Monson afirmó que la mayoría del arte que forma parte de la decoración interna del templo se hizo con $500.000 que habían sido donados por una dama de la localidad.
El templo es utilizado por más de 22.000 miembros repartidos en estacas afiliadas a la iglesia en el este de Arizona. Al templo, por su cercanía a las comunidades, también asisten miembros provenientes del Condado de Whatcom, del estado estadounidense de Washington.

## Dedicación
El templo SUD en el valle del Gila fue dedicado para sus actividades eclesiásticas en cuatro sesiones, el 23 de mayo de 2010, por Thomas S. Monson, el entonces presidente de la iglesia SUD. Con anterioridad a la dedicación, la iglesia permitió un recorrido público del interior y las instalaciones del templo entre el 23 de abril y el 15 de mayo del mismo año, al que asistieron unos 40 mil visitantes, entre ellos la gobernadora de Arizona Jan Brewer. Más de 5.000 miembros de la iglesia e invitados asistieron a la ceremonia de dedicación, que incluye una oración dedicatoria.
Desde su dedicación en mayo de 2010, el templo en el valle del Gila permanece abierto solo para miembros bautizados de la iglesia SUD y quienes han demostrado a sus líderes que son fieles en su fe: las capillas de la iglesia, en cambio, están abiertas los domingos para cualquier visitante sin importar su fe y su nivel de compromiso con la religión.